# Hexatoma dorothea
Hexatoma dorothea är en tvåvingeart som beskrevs av Alexander 1956. Hexatoma dorothea ingår i släktet Hexatoma och familjen småharkrankar. Inga underarter finns listade i Catalogue of Life.